# Nikola Kalinić (basquetebolista)
Nikola Kalinić (em sérvio:  Никола Калинић, (Subotica, 8 de Novembro de 1991) é um basquetebolista profissional sérvio que joga pelo Crvena Zvezda  na Euroliga, ABA Liga e KLS. Ele também representa a Seleção Sérvia em competições internacionais.

## Carreira Profissional
Kalinić debutou profissionalmente na equipe de sua cidade o Spartak Subotica. Em 2010 assinou contrato com o Vojvodina Srbijagas por onde ficou por 3 temporadas.
Em Julho de 2013 ele assinou contrato por 3 temporadas com o Radnički Kragujevac. Suas médias de estatística disputando a Liga do Adriático foram de 6,4 pontos e 4 rebotes por jogo, em 25 partidas.
Em 21 de julho de 2013, Kalinić assinou contrato por 3 temporadas com o Estrela Vermelha de Belgrado. Logo após ser anunciado no Estrela Vermelha, seu antigo clube, Radnički Kragujevac emitiu um comunicado a imprensa alegando que Kalinić ainda tinha mais dois anos para cumprir em seu contrato e que o rival Estrela Vermelha pressionava o atleta enquanto este ainda defendia a equipe do do Radnički atrapalhando seu desempelho..

## Seleção da Sérvia
Kalinić representou a Sérvia no Eurobasket de 2013 e foi membro da Seleção Sérvia que conquistou a Medalha de Prata no Mundial da Espanha em 2014.

## Ligações Externas
- Nikola Kalinić no abaliga.com
- Nikola Kalinić no eurobasket.com
- Nikola Kalinić no euroleague.net
- Nikola Kalinić no eurobasket2013.org